# شريان مثاني أسهري
الشريان المثاني الأسهري (بالإنجليزية: Vesiculodeferential artery)‏ ويُسمى أيضًا الشريان المثاني الأوسط (بالإنجليزية: middle vesical artery)‏، هو شريانٌ يُزود الحويصلات المنوية بالدم.

## البنية
ينشأ الشريان المثاني الأسهري من الشريان المثاني العلوي، وهو تفرعٌ مباشرٌ من الشريان السري.

## الوظيفة
يُزود الشريان المثاني الأسهري الحويصلات المنوية بالدم المؤكسج.

## التاريخ
يُعرف الشريان المثاني الأسهري أيضًا باسم الشريان المثاني الأوسط.